# Eberhard Voß
Eberhard Voß (* 2. April 1929; † 25. September 2011 in Raben Steinfeld) war ein deutscher Historiker. Er leitete von 1973 bis 1991 das Staatsarchiv Schwerin. 

## Leben
Eberhard Voß studierte Geschichte und wurde 1964 an der Universität Rostock mit einer Dissertation über Revolutionäre Ereignisse und Probleme des Klassenkampfes zwischen Landarbeitern und Gutsbesitzern in den Jahren 1921 bis 1923 in Deutschland zum Dr. phil. promoviert.
1973 wurde er als Nachfolger von Franz Höppner zum Direktor des Staatsarchivs Schwerin berufen. Wie sein Vorgänger galt er als ein politischer Archivleiter, „ein Nichtfachmann sozusagen als ‚politischer Leiter‘“. 1988 erfolgte seine Promotion B zum Doktor der Wissenschaften (Dr. sc.) an der Universität Rostock mit einer Arbeit zur Geschichte des Jagdwesens in der DDR 1945–1961.
Nach der Wende wurde er zum 30. Juni 1991 als Direktor abgelöst; zum 30. September 1991 schied er aus dem Dienst aus. Kommissarischer Direktor wurde bis 1994 Peter-Joachim Rakow.
In den folgenden Jahren veröffentlichte er zahlreiche Aufsätze und Schriften, insbesondere zur Forst- und Jagdgeschichte Mecklenburgs. Von 1992 bis 2011 war er Mitglied des Stiftungsrates der Jost-Reinhold-Stiftung.

## Werke
- Revolutionäre Ereignisse und Probleme des Klassenkampfes zwischen Landarbeitern und Gutsbesitzern in den Jahren 1921 bis 1923 in Deutschland. Rostock, Univ., Phil. F., Diss., 23. Sept. 1964.
- Zur Geschichte des Jagdwesens in der DDR 1945–1961. 2 Bände, Rostock, Univ., Diss. B, 1988.
- 1000 Jahre Jagd- und Forstgeschichte Mecklenburgs. Eine landeskundliche Betrachtung. Hinstorff, Rostock 1993, ISBN 3-356-00521-9.